# Acacia dimidiata
Acacia dimidiata é uma espécie de leguminosa do gênero Acacia, pertencente à família Fabaceae.